# Kondominalbahn
Eine Kondominalbahn ist die rechtliche Betriebsform einer Staatsbahn, an der mehrere Staaten beteiligt sind.
Der Name leitet sich von Kondominium oder Kondominat (von lateinisch con-dominium = gemeinsames Eigentum, gemeinsame Herrschaft) ab. Als staatsrechtliche Form der Herrschaftsausübung mehrerer Herren über ein Territorium war es in der frühen Neuzeit in Mitteleuropa weit verbreitet.
In der Regel handelt es sich bei einer Kondominalbahn um eine Eisenbahn, die aus einer Strecke besteht, die aber das Hoheitsgebiet mehrerer Staaten berührt. Die betroffenen Staaten haben sich in einem Staatsvertrag geeinigt, die Eisenbahn gemeinsam zu errichten und/oder zu betreiben, so dass nur eine Eisenbahngesellschaft besteht. Die Kosten für Errichtung und Betrieb und Erträge aus dem Betrieb werden in dem zugrunde liegenden Staatsvertrag zwischen den Staaten aufgeteilt. In der Regel geschieht das proportional zur Anzahl der Streckenkilometer, die auf das jeweilige Hoheitsgebiet entfallen.
Diese Rechtsform wurde in Deutschland bei frühen Eisenbahnstrecken gewählt, um sowohl den staatlichen Einfluss auf die technische Innovation als auch die technische Einheitlichkeit des Bahnbetriebs trotz Kleinstaaterei über die Landesgrenzen hinaus zu sichern. Beispiele für solche Kondominalbahnen sind:
- Main-Weser-Bahn (Kurhessen, Großherzogtum Hessen, Freie Stadt Frankfurt)
- Main-Neckar-Eisenbahn-Gesellschaft (Freie Stadt Frankfurt, Großherzogtum Hessen, Großherzogtum Baden)
- Frankfurt-Offenbacher Eisenbahn (Freie Stadt Frankfurt, Großherzogtum Hessen)
- Preußisch-Hessische Eisenbahngemeinschaft (Preußen, Großherzogtum Hessen)

Auch in anderen Ländern gab es zeitweise diese Rechtsform, die in der Regel die Folge von besonderen politischen Umständen bei der Entstehung oder während des Betriebs der Bahn war:
- Kenya and Uganda Railways, 1926–1948 (Kenia, Uganda)
- East African Railways, 1948–1977 (Kenia, Uganda und Tansania)
- Organisation Commune Bénin-Niger des Chemins de fer et des Transports, 1959–2015 (2021) (Benin, Niger)
- Great Northern Railway of Ireland, 1953–1958 (Republik Irland, Nordirland)

Heute ist diese Rechtsform sehr selten:
- TAZARA, seit 1976 (Tansania, Sambia)